# Скользящий режим
Скользящий режим — вид движения динамической системы, когда её правая часть разрывна и точка «скользит» по кривой разрыва.
В этом случае динамическая система не отвечает условиям теоремы Пикара о существовании и единственности решения.
На практике скользящий режим чаще всего случается, когда налажено автоматическое управление с разрывным выходом. Простейшая задача управления — поддержание температуры в комнате включением-выключением обогревателя — также работает на скользящем режиме, и в идеальных условиях (меряем температуру вдали от обогревателя с абсолютной точностью) обогреватель будет включаться-выключаться с высокой частотой. Скользящие режимы приводят к усиленному износу деталей и повышенному расходу энергии.
Поскольку в реальных системах управления бывает запаздывание и гистерезис, скользящий режим переходит в автоколебания (обогреватель начинает ритмично включаться-выключаться).
Дискретное время (в компьютерных играх или симуляциях) также приводит к тому, что точно на кривую попасть не выйдет, и точка будет двигаться по ломаной линии в районе целевой кривой (приводя, например, к бесконечному дрожанию объекта в игре).
Для защиты налаживают особое поведение системы в районе целевой кривой: сглаженную правую часть, чтобы в районе целевой кривой управляющее воздействие снижалось, и/или достаточно широкий гистерезис, чтобы автоколебания не приносили вреда.